# 쇼헤이자카 학문소
쇼헤이자카 학문소 (昌平坂学問所（しょうへいざかがくもんじょ)는 1790년 칸다 유시마에 설립 된 에도 막부 직할의 교육기관이다. 정식 명칭은 그냥 학문소였으며 창평횡(쇼헤이코)이라고도 불렸다.

## 연혁

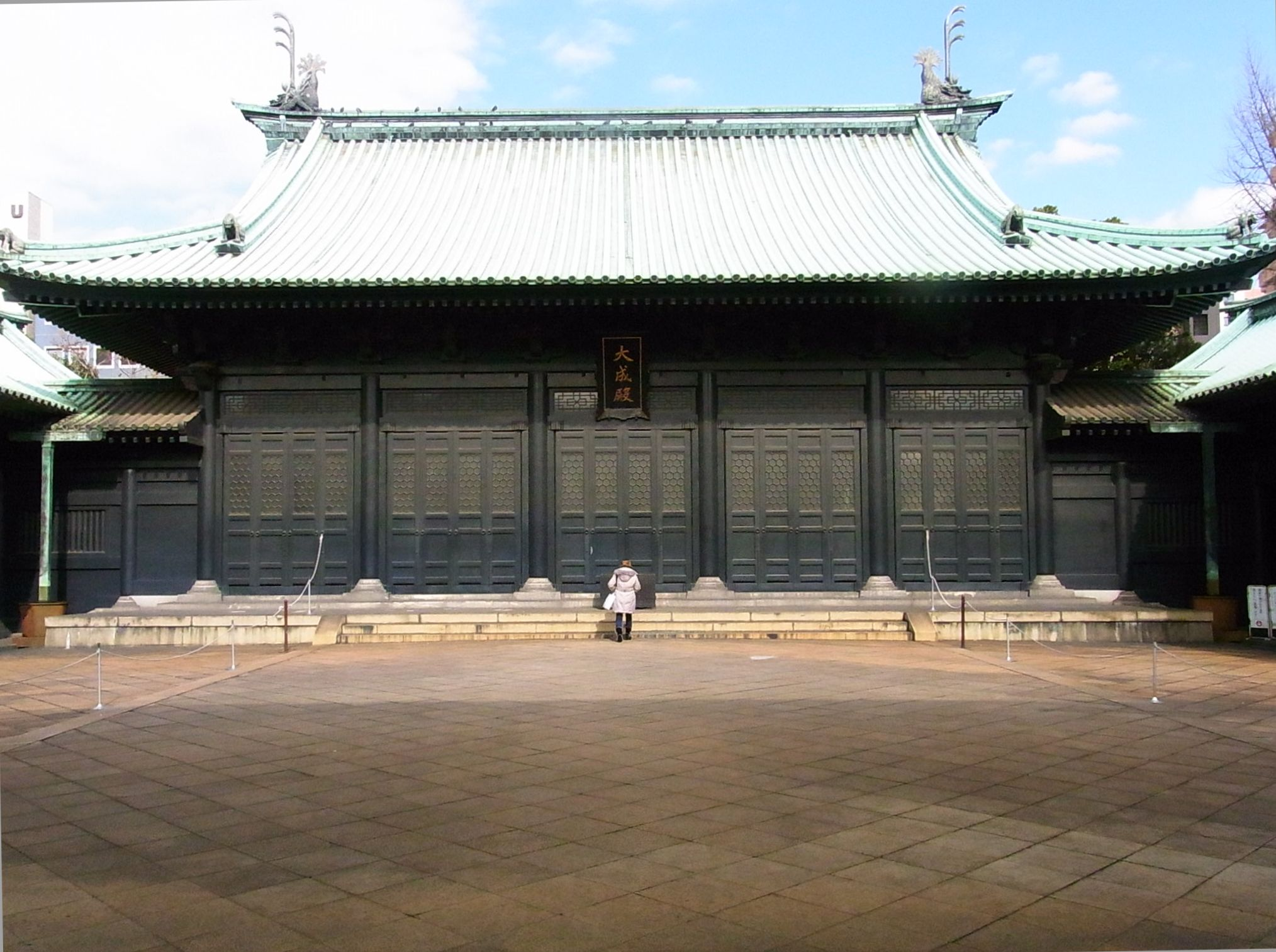
유시마 성당 "대성전"(공자묘)

원래는 1630년, 도쿠가와 이에야스에게 하사받은 우에노 忍岡의 저택 자리에 하야시 라잔이 운영한 유학의 사숙에서 기원한다. 라잔은 여기에 공자묘를 만들어 제사를 지냈다. 이후 하야시가 당주가 대대로 제사를 이어갔지만 1690년 도쿠가와 쓰나요시가 유시마로 공자묘 이전을 명했고 남은 자리에 강당과 기숙사가 만들어져 학교로 바뀌었다. 이름은 공자의 출생지인 창평향(昌平郷)에서 따와 쇼헤이자카로 붙였다.
1790년 간세이 이학금지령(寛政異学の禁)으로 주자학이 장려되었고 쇼헤이자카도 하야시가에서 분리되어 1797년 막부의 직할기관이 되었다. 尾藤二洲・古賀精里 등이 교수로 초빙되면서 직참 외에 번사, 향사, 낭인 등의 청강도 허용되었다.
창평횡은 막부 말기에 있어서는 양학의 개성소나 의학을 가르치던 의학소와 함께 언급되는 교육기관이지만 메이지 유신기의 혼란으로 일시 폐쇄되었다가 1868년 창평학교로 다시 시작했다. 하지만 창평학교는 유학이 아니라 황학(신도, 국학) 위주의 학교여서 유학파와의 대립이 있었다. 그래서 대학본교라고 이름이 바뀌었다가 1870년 휴교되었고 그대로 폐교되었다.

## 폐교 이후
이후 막말 개성소, 의학소의 흐름을 잇는 신정부의 가이세이 학교, 도쿄 의학교로 개편되었고 이것이 도쿄 대학의 전신이 되었으나 창평횡은 도쿄 대학의 설립에 직접적인 영향을 주지 못했다.
그렇다 하더라도 쇼헤이자카 학문소는 도쿄 대학의 원류로 볼 수 있으며 그 터에는 도쿄 사범 학교와 도쿄 여자 사범 학교가 세워졌다. 또 이 자리에 1870년 태정관 포고로 도쿄부 중학교도 가건물이나마 세워졌다.
쇼헤이자카가 있던 유시마 성당 구내에 일본 문부성, 국립박물관 등이 함께 있던 시지도 있었다. 이후 문부성은 가스미가세키에 국립 박물관은 우에노로 도쿄 사범 학교 및 부속 학교는 분쿄구 오츠카로 각각 이전했다.
도쿄 사범의 후신인 고등사범학교는 신제 도쿄 교육대학이 되었다가 쓰쿠바시 로 이전하여 츠쿠바 대학이 되었다. 도쿄 여자 사범의 후신인 도쿄 여자 고등사범학교가 이후 이름을 오차노미즈 여대로 한 것은 역시 창평횡이 유시마 성당 내에 있었기 때문에 붙은 이름이다.
막말-유신기를 거치며 쇼헤이자카 학문소 주변에는 주오 대학, 메이지 대학, 니혼 대학등과 구제 법률학교, 칸다 대학가와 고서점가의 발전이 이루어졌다.

## 관련 문헌
- 하야시 라잔
- 핫토리 우노키치
- 과거제
- 진사 (칭호)